# Arbúcies
Arbúcies település Spanyolországban, Girona tartományban. Arbúcies Sant Hilari Sacalm, Santa Coloma de Farners, Riells i Viabrea, Fogars de Montclús, Viladrau, Montseny, Sant Feliu de Buixalleu és Espinelves községekkel határos. Lakosainak száma 6574 fő (2024).

## Népesség
A település népessége az elmúlt években az alábbi módon változott:
| Lakosok száma | 1057 | 3645 | 4192 | 3834 | 4147 | 5775 | 6595 | 6481 | 6556 | 6574 |
|               | 1717 | 1887 | 1936 | 1960 | 1986 | 2004 | 2009 | 2014 | 2019 | 2024 |